# Benni (cognome)
Benni è un cognome di lingua italiana.

## Varianti
Bennicelli, Benno, Beno.

## Origine e diffusione
Cognome tipicamente centro-settentrionale, è presente prevalentemente in Emilia.
Potrebbe derivare dal prenome medioevale Beno, derivato dal germanico bero, "orso": è dunque etimologicamente imparentato con i cognomi Berni, Berardi e Bernardi e semanticamente con Arturi e Orsi.

## Persone
- Antonio Stefano Benni – politico italiano
- Eugenio Antonio Benni – fumettista italiano
- Stefano Benni – scrittore italiano